# Trật khớp hông
Trật khớp hông là việc trật khớp giữa xương đùi và xương chậu. Cụ thể đó là khi đầu tròn của xương đùi bị trật ra khỏi hốc xương hình cốc của xương chậu. Các triệu chứng thường bao gồm đau đớn và không có khả năng di chuyển hông. Các biến chứng có thể bao gồm hoại tử vô mạch ở hông, chấn thương dây thần kinh tọa hoặc viêm khớp.
Trật khớp hông thường là do chấn thương đáng kể như va chạm xe cơ giới hoặc rơi từ độ cao. Thường cũng có những chấn thương liên quan khác. Chẩn đoán thường được xác nhận bằng tia X đơn giản. Trật khớp hông cũng có thể xảy ra sau khi thay khớp háng hoặc do bất thường về phát triển được gọi là loạn sản xương hông.
Nỗ lực ngăn chặn tình trạng này bao gồm thắt dây an toàn. Điều trị khẩn cấp thường theo sau hỗ trợ chấn thương nâng cao. Điều này thường được tiếp theo bằng cách đưa xương trật hông vào vị trí cũ được thực hiện với thuốc an thần thủ tục. Chụp CT được khuyến nghị sau khi đưa xương vào vị trí cũ để loại trừ các biến chứng. Phẫu thuật là cần thiết nếu không thể xếp lại xương trật khớp. Thường thì một vài tháng là cần thiết để bệnh nhân hồi phục.
Trật khớp hông là bệnh ít phổ biến. Nam giới bị ảnh hưởng thường xuyên hơn nữ giới. Trật khớp do chấn thương xảy ra phổ biến nhất ở những người từ 16 đến 40 tuổi. Tình trạng này được mô tả lần đầu tiên trên báo chí y tế vào đầu những năm 1800.